# Lomnice nad Popelkou (nádraží)
Lomnice nad Popelkou je železniční stanice v jižní části města Lomnice nad Popelkou. Leží na neelektrizované jednokolejné regionální trati Mladá Boleslav – Stará Paka.

## Historie
Stanice vystavěná dle typizovaného stavebního vzoru byla otevřena 1. června 1906 společností Místní dráha Sudoměř - Skalsko - Stará Paka provozem z Lomnice do Staré Paky. 24. září 1906 byla pak zprovozněna celá trať ze Skalska přes Mladou Boleslav a Sobotku (úsek Skalsko-Sobotka otevřen 26. listopadu 1905).[zdroj?]
Provoz na obou tratích zajišťovaly od zahájení Císařsko-královské státní dráhy, po roce 1918 Československé státní dráhy. K 1. lednu 1925 byla trať zestátněna.

## Popis
Nacházejí se zde dvě nekrytá jednostranná úrovňová nástupiště, k příchodu na nástupiště slouží přechody přes koleje. Ve staniční budově je vytápěná čekárna. V roce 2025 proběhne rekonstrukce kolejiště a vznikne nové nástupiště.[zdroj?]